# Roger Craig Smith
Roger Craig Smith (St. Joseph, 11 de agosto de 1975) é um ator e dublador norte-americano. Dentre suas dublagens, as mais conhecidas são as de Chris Redfield da franquia de jogos Resident Evil, Sonic the Hedgehog, Deidara de Naruto Shippuden e Ezio Auditore nos jogos Assassin's Creed 2, Assassin's Creed Brotherhood e Assassin's Creed Revelations.

## Lista de dublagens

### Desenhos
- Capitão Marvel - The Avengers: Earth's Mightiest Heroes (2010)
- Noba, Ryusei Kenzaki e Shinji Hirako - Bleach (2006)
- Gibert G.P Guilford - Code Geass: Lelouch of the Rebellion 1 e 2 (2008)
- Byaku - Kekkaishi (2010)
- Seiji - Kuromaki: The Animation (2009)
- Idate Morino, Dan e Raiga Kurosuki - Naruto (2005)
- Deidara - Naruto Shippuuden (2009 - 2017)
- Forge - Wolverine and the X-Men (2008)
- L-5 e Orm - Young Justice (2010)
- Thomas - Regular Show (2012)
- Sonic the Hedgehog - Sonic Boom (2014)
- Sonic the Hedgehog - OK K.O.! Let's Be Heroes (2019)

### Filmes
- Kiichi Goto - Patablor 2: The Movie (1996)
- Prince Phillip - Disney Princess Enchanted Tales: Follow Your Dreams (2007)
- Temujin - Naruto the Movie 2: Legend of the Stroneof Gelel (2008)
- Curtis Miller - Resident Evil: Degeneration (2008)
- Sonic the Hedgehog - Wreck-It Ralph (2012)
- Capitão América - Iron Man & Captain America: Heroes United (2014)
- Sonic the Hedgehog - Wreck-It Ralph (2012)
- Sonic the Hedgehog - Ralph Breaks the Internet (2018)

### Jogos em geral
- Chris Redfield - Resident Evil 5 (2009), Resident Evil: The Mercenaries 3D (2010), Resident Evil: Revelations (2012), Resident Evil 6 (2012) e Resident Evil: Revelations 2 (2015)
- Duke - G.I. Joe The Rise Of Cobra The Game (2009)
- Chris Redfield - Marvel vs. Capcom 3: Fate of Two Worlds e Ultimate Marvel vs. Capcom 3 (2011); e  Marvel vs. Capcom: Infinite (2017)
- Bando, Deidara e Towa - Naruto Shippūden: Clash of Ninja Revolution 3 (2009)
- Deidara - Naruto Shippuden Dragon Blade Chronicles (2010)
- Deidara - Naruto Shippuden: Legends: Akatsuki Rising (2009)
- Deidara - Naruto Shippuden Ultimate Ninja 4 (2009)
- Deidara e Doshin - Naruto Shippuden: Ultimate Ninja Heroes 3 (2010)
- Deidara - Naruto Shippuden Ultimate Ninja Storm 2 (2010)
- Towa e Bando - Naruto Shippuden Clash of Ninja Revolution 2 (2008)
- Sonic the Hedgehog - Sonic Colors (2010)
- Sonic the Hedgehog - Sonic Free Riders (2010)
- Sonic the Hedgehog - Sonic Generations (2011)
- Sonic the Hedgehog - Sonic Lost World (2013)
- Sonic the Hedgehog - Sonic Boom : Rise of Lyric (2014)
- Sonic the Hedgehog - Sonic Boom : Shattered Crystal (2014)
- Sonic the Hedgehog - Sonic Boom : Fire & Ice (2016)
- Sonic the Hedgehog - Sonic Forces (2017)
- Siegfried Schtauffen - Soul Calibur (2008)
- Eddy Gordo - Tekken 6 (2009)
- Ezio Auditore da Firenze - Assassin's Creed II/Brotherhood/Revelations ( 2009/2010/2011 )
- Batman - Batman: Arkham Origins (2013)
- Kyle Crane - Dying Light/The Following (2015/2016)
- Mirage - Apex Legends (2019)
- Sonic the Hedgehog - Team Sonic Racing (2019)
- Sonic the Hedgehog - Sonic Frontiers (2022)

### Narrações
- Sonic Colors (2010)